# Autobusna linija br. 123 u Zagrebu
Linija 123 (Črnomerec – Podsusedsko dolje) dnevna je autobusna linija u Zagrebu.
Prometuje na trasi: Črnomerec – Ilica – Aleja grada Bologne – Susedgradski vidikovec – Podsusedska aleja – Podsusedski trg – Aleja Seljačke bune – Sutinska vrela – Podsusedsko dolje (Ribićev put)
Povezuje Podsusedsko dolje sa samim Podsusedom te nadalje Črnomercom gdje se ostvaruje presjedanje na tramvaj. Skraćeni oblik linije do Podsusedskog trga prometuje kao linija 122 vikendom i praznicima.

## Vanjske poveznice
- Vozni red linije 123

1. ↑  Datoteke u GTFS formatu. zet.hr. Pristupljeno 5. lipnja 2025. - Sadrži informacije tijela javne vlasti u skladu s Otvorenom dozvolom